# Skotlands våben
Skotlands våben (Or a lion rampant Gules armed and langued Azure within a double tressure flory-counter-flory Gules), var før 1603 det skotske rigsvåben. I dag indgår våbnet som andet felt i Storbritanniens statsvåben – i Skotland benyttes dog en variant, hvor Skotlands våben er i første og fjerde felt, mens Englands våben er i andet felt.
Det skotske våbens dobbeltbort med franske liljer har været meget benyttet som augmentation.
- Kongeriget Skotlands rigsvåben før 1603
- Skotlands variant af Storbritanniens statsvåben
- Variant som benyttes af Storbritanniens statsforvaltning i Skotland
- Skotlands rigsbanner føres af dronningen

| Historie | Spire Denne historieartikel er en spire som bør udbygges. Du er velkommen til at hjælpe Wikipedia ved at udvide den. |